# Popillia nottrotti
Popillia nottrotti – gatunek chrząszcza z rodziny poświętnikowatych, podrodziny rutelowatych i plemienia Anomalini.
Gatunek ten został opisany w 1892 przez E. Gustava Kraatza.
Ciało długości 10 mm i szerokości 5 mm, wąsko podłużne, niezbyt wypukłe, po obu stronach miedzianozielone z pokrywami pomarańczowymi, nieco po bokach przyciemnionymi. Głowa o szeroko z przodu zaokrąglonym i gęsto granulowanym nadustku oraz gęsto punktowanym przodzie. Delikatne punkty na przedpleczu są skąpo rozmieszczone pośrodku i gęsto na bokach. Na pokrywach gładko wyniesione żeberko przyszwowe i pojedyncze grzbietowe. Dwie łątki gęstych, białawych włosków zdobią nasadę pygidium, które jest silnie wypukłe.
Chrząszcz orientalny, endemiczny dla Indii, znany ze stanów Arunachal Pradesh, Sikkim i Bengal Zachodni.